# Gordana Buljan Flander
Gordana Buljan Flander (Dubrovnik, 20. kolovoza 1957.), klinička psihologinja i psihoterapeutkinja, osnivačica i bivša ravnateljica Poliklinike za zaštitu djece i mladih Grada Zagreba te udruge za pomoć zlostavljanoj i zanemarivanoj djeci Hrabri telefon.

## Životopis
Gordana Buljan Flander, bivša ravnateljica Poliklinike za zaštitu djece i mladih Grada Zagreba više od trideset godina svoje karijere radi s djecom. Kao dječji psiholog u Klinici za dječje bolesti Zagreb često se susretala sa zlostavljanom i zanemarivanom djecom koja nisu imala potrebnu zaštitu odraslih. Stoga je bila među prvima koji su početkom 90-tih godina u Hrvatskoj prepoznali ovu problematiku te joj je posvetila svoj daljnji rad. Osnivačica je savjetodavne linije za zlostavljanu i zanemarenu djecu “Hrabri telefon” (1997.) te inicijatorica osnivanja Poliklinike za zaštitu djece i mladih Grada Zagreba (2002.), koju je Vijeće Europe prepoznalo kao model dobre prakse i tako predstavilo UN-u. Stalnia je sudska vještakinja za zlostavljanu i traumatiziranu djecu.
Psihologiju je studirala na zagrebačkom Filozofskom fakultetu, gdje je i magistrirala te doktorirala na temu "Uloga privrženosti i nekih odrednica ličnosti u zlostavljanju djece: proširenje Bolwbyjeve teorije". Uz klinički i znanstveni rad bavi se i psihoterapijom, a završila je edukacije iz bihevioralne i gestalt terapije, te poslijediplomski studij integrativne psihoterapije na Sveučilištu Derby, Derby (Ujedinjeno Kraljevstvo) gdje je stekla titulu magistra psihoterapije.
Gordana Buljan Flander međunarodno je priznata stručnjakinja u području zaštite djece – ekspert je Vijeća Europe te konzultant UNICEF-a Hrvatska, Srbija i Crna Gora. 
Posebno je posvećena prenošenju svojih znanja i iskustava budućim stručnjacima. Kao sveučilišna profesorica predaje kolegije iz psihologije na Fakultetu hrvatskih studija, na Pravnom fakultetu u Zagrebu i na Visokoj školi Edward Bernays u Zagrebu, te na Studiju socijalnog rada u Osijeku.   

## Nagrade i priznanja
Gordana Buljana Flander dobitnica je brojnih priznanja za svoj rad: 
- 2020. Državna nagrada za znanost za 2019. godinu za popularizaciju i promidžbu znanosti u području društvenih znanosti, Ministarstvo znanosti i obrazovanja

- 2018. Nagrada za promicanje prava djeteta Nagrada za životno djelo, Ministarstvo za demografiju, obitelj, mlade i socijalnu politiku

- 2013. Zahvalnica Hrvatske psihološke komore, Hrvatska psihološka komora

Zahvalnica za osobito vrijedan doprinos razvitku i radu Komore, unaprijeđenu statusa psihologa i afirmaciji psihološke struke.
- 2012. ‘‘Zlatni grb” Hrvatskog psihološkog društva, Hrvatsko psihološko društvo

Nagrada za osobito vrijedan doprinos razvitku i radu Hrvatskog psihološkog društva, ostvaren utemeljenjem ili višegodišnjim uspješnim vođenjem djelatnosti u okviru Hrvatskog psihološkog društva odnosno osobito vrijednom ili višekratnom pomoći i potporom Hrvatskom psihološkom društvu od strane drugih znanstvenih, znanstveno-nastavnih, stručnih i ostalih organizacija, ustanova ili društava.
- 2011. Nagrada Grada Zagreba, Grad Zagreb

Nagrada za najviše zasluge i postignute rezultate u teorijskom i praktičnom radu na području psihosocijalne i zdravstvene zaštite i promicanja prava i interesa djece.
- 2010. Nagrada ”Snježana Biga Friganović’‘, Hrvatska psihološka komora

Nagrada za poseban doprinos organizaciji, radu i razvoju Hrvatske psihološke komore, a time i značajan doprinos za unapređenje statusa psihologa u društvu te razvoj i afirmaciju psihološke djelatnosti.
- 2008. Godišnja nagrada za promicanje prava djeteta, Ministarstvo socijalne politike i mladih

Nagrada za iznimna postignuća u zaštiti dobrobiti, prava i interesa djece.
- 2008. Multidisciplinary Team Award, International Society for Prevention of Child Abuse and Neglect – ISPCAN

Nagrada multidisciplinarnom timu koji je, u svojoj lokalnoj zajednici, zaslužan za značajan napredak u tretmanu ili prevenciji zlostavljanja i zanemarivanja djece.
- 2007. Psihologijska nagrada “Ramiro Bujas”, Hrvatsko psihološko društvo

Nagrada dodijeljena za osobito vrijedno ostvarenje na društvenoj afirmaciji psihologije.
- 2003. Društveno priznanje “Marulić: Fiat Psychologia”, Hrvatsko psihološko društvo

Društveno priznanje za osobiti doprinos razvitku primijenjene psihologije u Hrvatskoj.

## Knjige
- Znanost i umjetnost odgoja - 2. prošireno izdanje, Geromar, Sveta Nedelja, 2021.
- Dijete u središtu (sukoba), suautor Mia Roje Đapić, Geromar, Sveta Nedelja, 2020.
- Znanost i umjetnost odgoja, Geromar, Sveta Nedelja, 2018.
- Nasilje nad djecom i među djecom (sveučilišni udžbenik), suautorice Vesna Bilić i Hana Hrpka, Naklada Slap, Jastrebarsko, 2012.
- Moji se roditelji razvode, suautor Predrag Zarevski, MarkoMZagreb, 2010.
- Odgajam li dobro svoje dijete, suautorica Ana Karlović, MarkoM, Zagreb, 2004.
- Zlostavljanje i zanemarivanje djece, suautorica Dubravka Kocijan Hercigonja, MarkoM, Zagreb, 2003.

## Vanjske poveznice
- Službena web stranica